# Новотроицкое (Мишкинский район)
Новотроицкое (баш. Яңы Троицкий) — село в Мишкинском районе Республики Башкортостан Российской Федерации. Административный центр Новотроицкого сельсовета.

## География

### Географическое положение
Расстояние до:
- районного центра (Мишкино): 30 км,
- ближайшей ж/д станции (Загородная): 151 км.

## Население
| 2002 | 2009 | 2010 |
| ---- | ---- | ---- |
| 536  | ↘456 | ↘450 |

Национальный состав
Согласно переписи 2002 года, преобладающая национальность — русские (97 %).

## Религия
В селе есть православная церковь Троицы Живоначальной.